# Cain (obra)

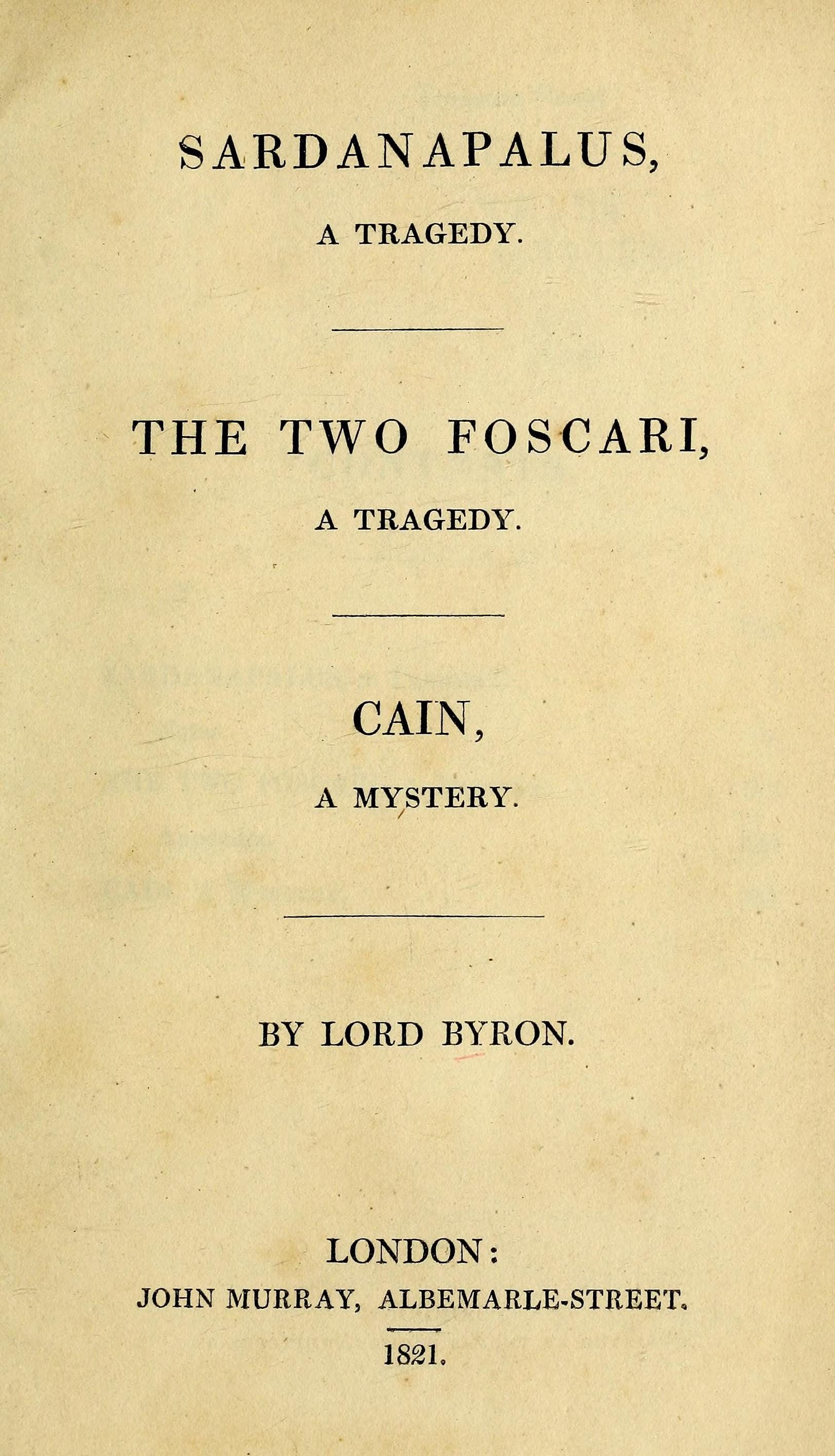
Portada de la primera edición, 1821

Caín: Un Misterio es una obra de teatro de Lord Byron publicada en 1821.  En Caín, Byron narra la historia de Caín y Abel desde el punto de vista de Caín.

## Personajes
- Adán
- Eva
- Caín, su primer hijo
- Abel, su segundo hijo
- Ada, mujer y hermana de Caín
- Zila, mujer y hermana de Abel
- Lucifer
- Ángel del Señor

## Introducción histórica
Lord Byron escribió Caín en el año 1821 a la edad de 33 años. Byron usa la archiconocida historia de Caín y Abel y la reinterpreta, la cuestiona para hablar de lo que no se había permitido hablar hasta entonces, los temas que la tradición había pasado por alto y que ponían en entredicho las enseñanzas de la Biblia y la verdad cristiana. Por estos motivos la obra recibió numerosas y duras críticas, aunque otros la consideran su obra maestra. Entre sus censores se contaban aquellos que consideraban la obra como un ejercicio de herejía, pues magnificaba la presencia del mal en el mundo y otorgaba a Lucifer un papel principal, poniendo en su boca una serie de ideas razonadas que ninguno de los demás personajes es capaz de rebatir, quedando así sus blasfemias sin respuesta, con lo que era fácil asumir que el autor compartía las ideas de tal personaje. 

## Sinopsis
La obra comienza con Caín rechazando participar en la oración de acción de gracias a Dios de su familia. Caín dice a su padre que no tiene nada que agradecer a Dios ya que está destinado a morir. Conforme Caín lo explica en un temprano soliloquio,  considera su mortalidad como un castigo injusto por la transgresión de Adán y Eva en el Jardín del Edén, un acontecimiento detallado en el Libro de Génesis. La ansiedad de Caín por su mortalidad se ve incrementada por no saber qué es la muerte. En un momento del primer acto,  recuerda haber permanecido vigilante ante la llegada de la muerte, la cual imagina como una entidad antropomórfica. El personaje que proporciona a Caín conocimiento de la muerte es Lucifer. En el segundo acto, Lucifer dirige a Caín por un viaje al "Abismo del Espacio" y le muestra una visión catastrófica de la historia natural de la Tierra, completada con espíritus de formas de vida extinta como el mamut. Caín regresa a la Tierra en el tercer acto, deprimido por estas visiones de muerte universal. En el clímax de la obra, Caín asesina a Abel. La obra concluye con Cain desterrado.

## Influencias literarias
Quizás la influencia literaria más importante en Cain fue el poema épico El Paraíso Perdido de John Milton, que trata de la creación y caída de humanidad. Para Byron, así como para otros poetas Románticos, el héroe de El Paraíso Perdido era Satanás, y Cain está modelado en parte sobre el desafiante protagonista de Milton. Además, las visiones de Caín sobre la historia natural de la Tierra en el segundo acto son una parodia de la consoladora visión de Adán sobre la historia de hombre (que culmina en el advenimiento y sacrificio de Cristo), presentada por el Arcángel Miguel en los Libros XI y XII de la épica de Milton. En el prefacio a Cain, Byron intenta infravalorar la influencia de poemas "de temas similares", pero la manera en que se refiere a El Paraíso Perdido sugiere su influencia formativa: "Desde que tenía veinte años no he vuelto a leer a Milton, pero lo había leído con tanta frecuencia antes que puede que esto haga poca diferencia."

## Otras influencias
Como el mismo Byron nota en el prefacio a Cain, las visiones de Caín en el segundo acto están inspiradas en la teoría de catastrofismo. En un intento por explicar los grandes vacíos del registro de fósil, los catastrofistas postulaban que la historia de la Tierra estaba salpicada de brotes violentos que habrían destruido su flora y fauna. Byron leyó aproximadamente sobre el catastrofismo en una traducción inglesa de 1813 de alguna obra temprana del historiador natural francés Georges Cuvier. Otras influencias incluyen la Legación Divina de Moisés de William Warburton y la Indagación filosófica sobre el origen de nuestras ideas acerca de lo sublime y de lo bello de Edmund Burke.